# Filippo Smaldone
Filippo Smaldone foi um padre católico italiano dedicado aos surdos.

## Vida e obras
Ordenado sacerdote no dia 23 de setembro de 1871. Iniciou um fervoroso ministério sacerdotal como catequista, colaborador em várias paróquias e visitante assíduo de doentes. A sua caridade alcançou o auge da generosidade e do heroísmo por ocasião de uma forte peste difundida em Nápoles, pela qual também ele foi atingido, arriscando a vida, mas tendo sido curado por Nossa Senhora de Pompeia, que se tornou a sua devoção predileta por toda a vida.
Contudo, o cuidado pastoral privilegiado pelo padre Smaldone era pelos surdos, pobres, aos quais dedicou as suas energias com critérios mais idôneos e convenientes do que aqueles aplicados no sector educativo da época. No dia 25 de março de 1885 partiu para Lecce a fim de abrir, junto com o padre Lorenzo Apicella, um instituto para surdos. Acompanharam o sacerdote algumas religiosas que ele formara precedentemente, e desse modo, criou-se uma base para a fundação da Congregação das Irmãs Salesianas dos Sagrados Corações, que foi muito apoiada pelos bispos da cidade Salvatore Luigi dei Conti Zola e Gennaro Trama tendo, por consequência, uma rápida e sólida expansão.
Por quase quarenta anos Smaldone prodigalizou-se, sem nunca esmorecer, para apoiar materialmente e educar moralmente os seus queridos surdos, os quais amava com afeto; e para conformar à vida religiosa perfeita as suas Irmãs Salesianas dos Sagrados Corações.
Foi beatificado por João Paulo II em 12 de maio de 1996, e foi canonizado por Bento XVI.